# Dobriceni (Olt)
Dobriceni es una localidad rumana de la comuna de Iancu Jianu, en el condado de Olt.

## Historia
Hacia finales del siglo XIX la localidad formaba parte de la comuna de Laloșu, en el condado de Vâlcea, y tenía contabilizada una población de 337 habitantes. En la segunda mitad del siglo XX la localidad formaba parte de la comuna de Iancu Jianu, perteneciente al condado de Olt.